# Mestna avtobusna linija št. 68 (Szczecin)
Mestna avtobusna linija številka 68 (Plac Rodła - Kormoranów) je ena izmed dnevnih navadnih avtobusnih linij javnega mestnega prometa v Ščečinu. Povezuje Centrum in Warszewo.

## Trasa
Plac Rodła – Malczewskiego – Matejki – Gontyny - Sczanieckiej – Przyjaciół Żołnierza – Bandurskiego – Kormoranów